# Alexander Wurz
Alexander Wurz (* 15. února 1974 Waidhofen an der Thaya) je bývalý rakouský pilot Formule 1. Ve Formuli 1 jezdil v letech 1997 až 2007 a je také dvojnásobným vítězem 24 hodin Le Mans.
Pro rok 2009 byl testovacím jezdcem týmu Brawn GP. Od té doby je ve Formuli 1 stále aktivní, působí jako konzultant, expert pro TV a média a také jako expert pro bezpečnost na silnicích.
V letech 2008–2011 závodil pro Peugeot Sport v různých závodech Le Mans Cup Series. V roce 2012 se účastnil šampionátu FIA – WEC s týmem Toyota.
Alex je druhým synem bývalého jezdce rallycrossu Franze Wurze, Evropského rallycrossového šampiona z let 1974, 1976 a 1982.

## BMX
Wurz si poprvé vyzkoušel závodní v šampionátu BMX, který v roce 1986 vyhrál. Tento šampionát mu poskytl velice dobrou fyzičku, která se mu později hodila i ve Formuli 1. V roce 2000 se ke kolům Wurz krátce vrátil, když spoluzaložil tým MTB společně se svým krajanem Markusem Rainerem. V současné době je tým Rainer-Wurz.com sponzorován firmami Siemens a Cannondale, které sponzorovali i tým McLaren.

## Počátky kariéry
Z dvou kol přešel Alexander na čtyři kola a začal jako většina formulových jezdců na motokárách. V roce 1991 pak závodil ve Formuli Ford. V roce 1993 přešel do šampionátu Německé Formule 3. Od roku 1996 závodil ve voze Opel Calibra v týmu Joest Racing v šampionátu DTM. Ještě v roce 1996 odjel společně s Davy Jonesem a Manuelem Reuterem závod 24 hodin Le Mans. Tento závod vyhráli a v té době byl Alex nejmladším vítěze historie tohoto závodu.

## Formule 1

### 1997–2000: Benetton

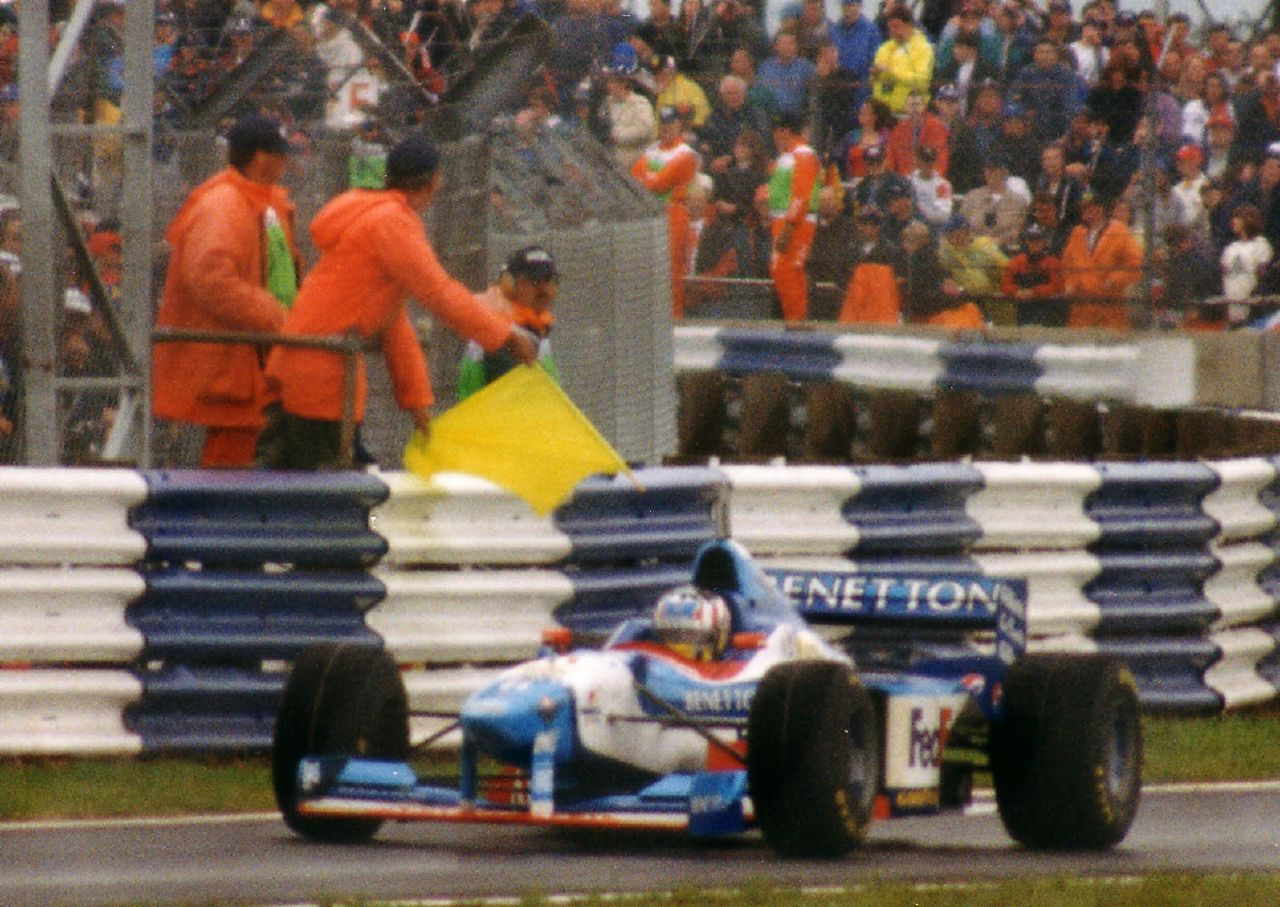
Wurz při Grand Prix Velké Británie 1997 na okruhu Silverstone

#### 1997
Wurz si odbyl svůj debut ve Formuli 1 15. června 1997 při Grand Prix Kanady. Tenkrát nahradil svého krajana, Gerharda Bergera, který nemohl závodit kvůli nemoci. Celkem odjel Alexander 3 závody. První dva nedokončil, ale ve třetím zaujal pódiovým umístěním, když dokončil závod na 3. místě. K dalšímu závodu už ale nastoupil Berger a hned vyhrál, Wurz se tak musel nadobro vrátit do role testovacího jezdce.

#### 1998
Za svou práci byl ale Wurz odměněn v sezóně 1998, kdy získal místo závodního jezdce právě za Benetton. Za tento tým poté odjel ještě další 2 sezony. Jeho týmovým kolegou se stal Giancarlo Fisichella. Sezóna začala pro Alexe velice dobře. Několikrát se umístil na 4. místě. Poté ale začal celý tým Benetton upadat a s ním i Wurzovy výsledky. V sezóně 1998 ještě skončil celkově na 8. místě se ziskem 17 bodů. Byl to jeho nejlepší výsledek v šampionátu v kariéře.

#### 1999
O rok později byl celkově na 13. místě, závody sice celkem pravidelně dojížděl, většinou ale však až těsně za bodovanými příčkami. V celé sezóně bodoval pouze dvakrát a vyjel si pouhé 3 body.

#### 2000
A v roce 2000 dokonce skončil až na 15. místě, bodoval jen 5. místem v Itálii. Wurz tak zůstal za očekáváním i tím, že Fisichella jezdil lépe než on.

### 2001–2005: McLaren

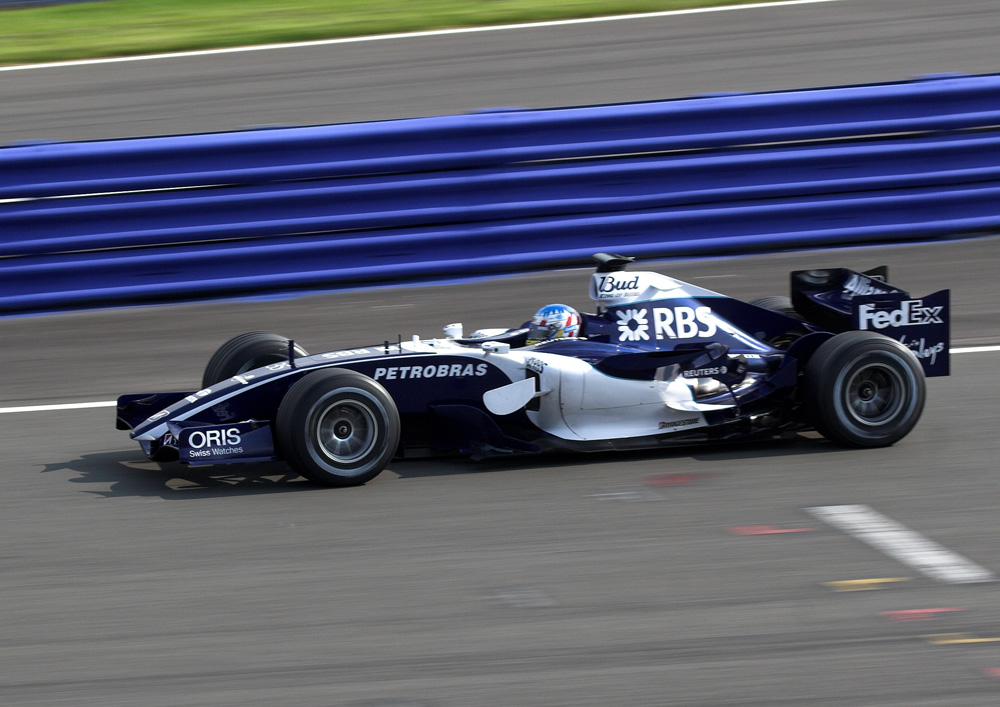
Wurz testuje vůz Williams na okruhu Silverstone v roce 2006

Kvůli nevýrazným výsledkům nemohl Wurz najít pro rok 2001 angažmá. Nakonec tak kývl na nabídku týmu McLaren a stal se náhradním a testovacím jezdcem této stáje.
Na další odjetý závod musel Wurz čekat až do roku 2005. Po celou dobu pouze testoval. V dubnu 2005 se ale zranil pilot McLarenu, Juan Pablo Montoya, a Wurz dostal příležitost jej nahradit. V Grand Prix San Marina dokončil závod na 5. místě, ale po diskvalifikaci obou vozů BAR se posunul na 3. místo. A tím vytvořil Alexander rekord. Nikdo jiný neměl tak dlouhou přestávku mezi umístěními na stupních vítězů. Wurz čekal dlouhých 8 let.
Od doby co podepsal s McLarenem jako testovací jezdec Alexander stále doufal, že se vrátí do závodů jako stálý jezdec. Několikrát byl spojován s různými týmy, nakonec ale nevyšlo žádné angažmá. Problémem byla i jeho velká výška (186 cm), kvůli které by se musel speciálně upravovat kokpit. V roce 2005 si dokonce byli u McLarenu tak jistí, že Alexander zakotví v novém rakouském týmu Red Bull, že při stavbě vozu s Alexandrovou výškou už nepočítali. I proto se cenila jeho jízda v San Marinu, jelikož mu vůz neseděl a část závodu dokonce musel řídit jen jednou rukou. Blízko ke kokpitu závodního jezdce byl i v roce 2003. V týmu Jaguar nebyli spokojeni s Antoniem Pizzoniou. McLaren ale přestup zamítl kvůli excelentním technickým a vývojářským dovednostem Wurze. Jaguar tak musel nasadit Pizzoniu, v průběhu sezóny ho ale vystřídal Justin Wilson.

### 2006–2007: Williams

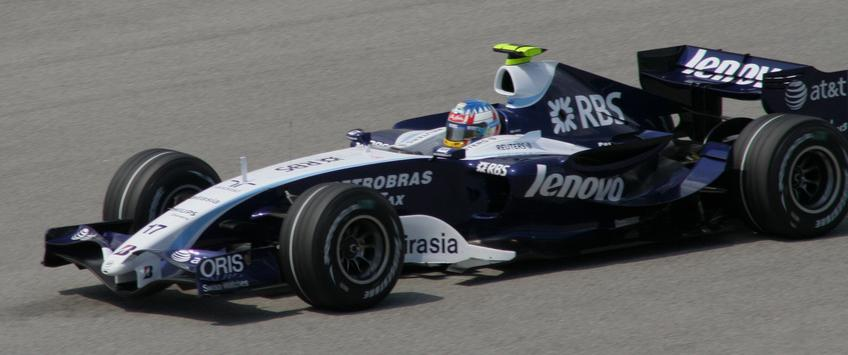
Wurz při Grand Prix Malajsie 2007

Pro rok 2006 podepsal Wurz smlouvu s týmem Williams. Opět byl ale pouze testovacím a rezervním jezdcem. Objel ale všechny závody jako třetí jezdec a testoval v pátečních trénincích.
3. srpna se Alex po mnoha letech dočkal. Bylo totiž oznámeno, že má nahradit Marka Webbera v roli závodního jezdce pro sezónu 2007. Bylo to tak jeho první stálé angažmá od roku 2000.
Jeho týmovým kolegou byl Nico Rosberg, syn Kekeho Rosberga. První body za Williams si Wurz připsal při Grand Prix Monaka, když skončil na 7. místě. Při Grand Prix Kanady pak potřetí v kariéře stanul na stupních vítězů, když opět skončil na 3. místě. A to startoval dokonce až z 19. místa a při závodě ještě rozbil přední křídlo. Pódiové umístění mohl zopakovat i při Grand Prix Evropy, ale nepodařilo se mu předjet Marka Webbera v poslední šikaně. Dokončil tak na 4. místě a byly to jeho poslední body v kariéře. Od té doby se mu dojet na bodech nepodařilo a i jeho týmový kolega Rosberg jej zastínil. Poslední závod odjel v Číně, kde dojel na 12. místě. Poté ohlásil konec kariéry. Do posledního závodu sezóny už nenastoupil.
8. října 2007 se objevilo na stránkách Williamsu prohlášení, že „Pilot Williamsu Alexander Wurz potvrdil, že s okamžitou platností končí kariéru ve Formuli 1.“ Samotný Wurz pak prohlásil: „Chtěl bych poděkovat mé rodině a fanouškům, všem v týmu Williams a v mých předchozích týmech, stejně tak médiím, že mě podporovali po celou dobu mé kariéry ve Formuli 1. Možná ještě budu závodit, třeba v sérii Le Mans nebo v jiných kategoriích a rozhodně chci věnovat svůj čas důležité věci a to bezpečnosti na dráze.“ Wurz poté ještě uvedl, že rozhodnutí o odchodu vykonal on sám a ne tým Williams. V posledním závodě byl nahrazen Japoncem Kazuki Nakadžimou.

### 2008–2009: Honda, Brawn GP

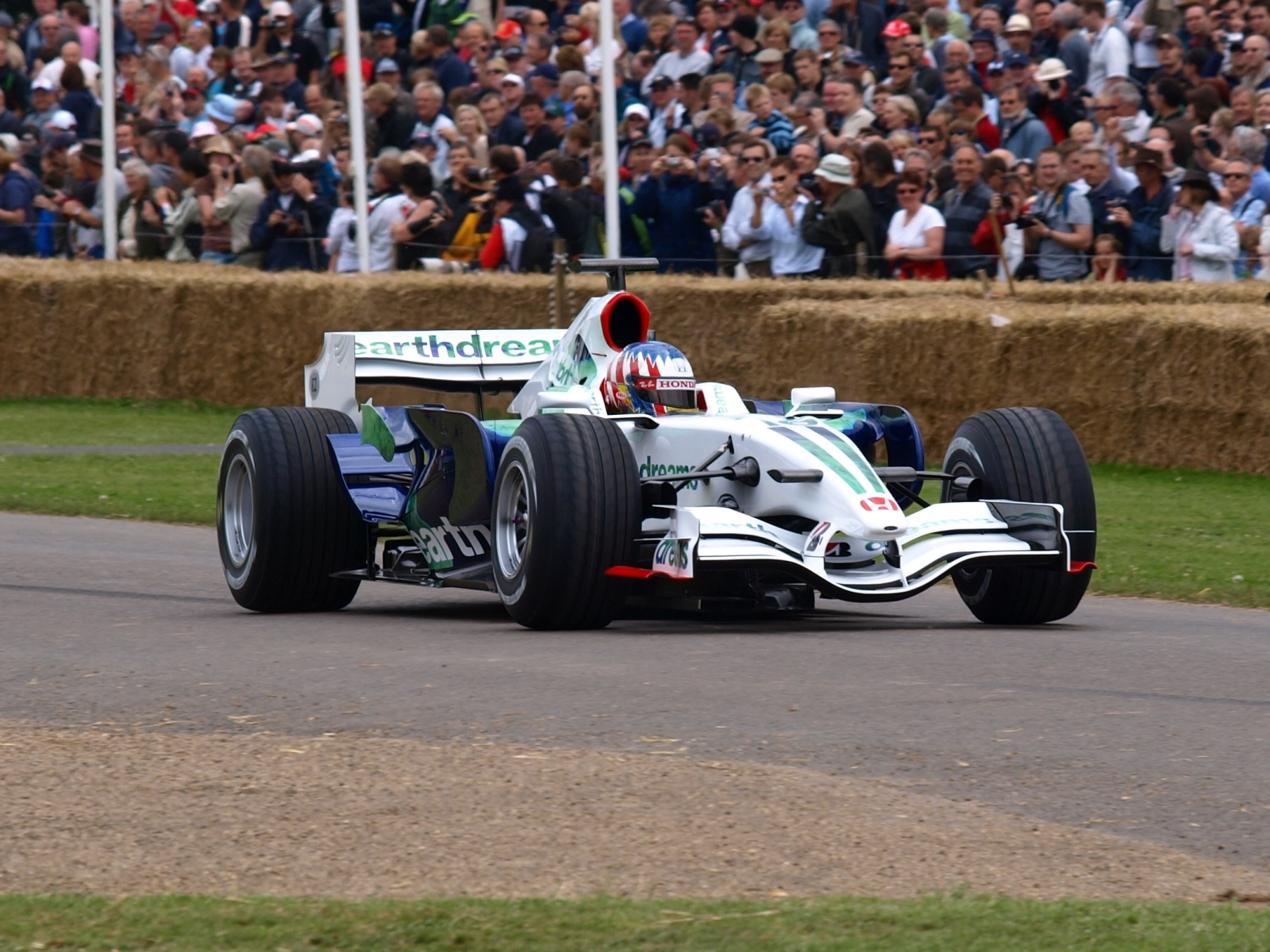
Wurz představuje vůz Honda RA107 v roce 2008 naGoodwood Festival of Speed

Bez Formule 1 ale Wurz nevydržel dlouho a už 10. ledna 2008 podepsal Wurz smlouvu s Hondou jako testovací jezdec.
V sezóně 2009 pokračoval v testování pro stáj Brawn GP, která nahradila Hondu.

### 2012: Williams
V sezóně 2012 se Wurz opět připojil k týmu Williams, tentokrát jako poradce nepříliš zkušených jezdců, Pastora Maldonada a Bruna Senny.

### 2017: Rallycross Cup
V roce 2017 se Alex Wurz se svým synem Felixem zúčastnili rallycrossového závodu na autodromu v Sosnové u České Lípy v divizi N1600.

### Sportovní vozy
Wurz podepsal s automobilkou Peugeot, že za ni bude závodit v závodě 24 hodin Le Mans 2008 a také v závodě 1000 km Spa také v sérii Le Mans.
V roce 2009 společně s Marcem Geném a Davidem Brabhamem vyhráli závod 24 hodin Le Mans, závodili s vozem Peugeot. Třináctiletá mezera mezi Wurzovými vítězstvími je nejdelší v historii tohoto závodu. Wurz také triumfoval v 12 hodin na okruhu Sebring, jeho týmovými kolegy byli Marc Gené a Anthony Davidson. Další výhru si připsal na závodě dlouhém 1000 mil v Atlantě, společně se Stéphanem Sarrazinem a Franckem Montagnym v roce 2011. Wurz tak vyhrál 3 velké, klasické závody sportovních vozů, všechny s autem Peugeot 908. Alexander pokračoval v závodnění s týmem Peugeot Sport Total i v letech 2010 a 2011, ale žádné vítězství v Le Mans už nepřišlo. V listopadu 2011, Toyota Motorsports,vracející se do šampionátu, potvrdila Wurze jako jejich jezdce pro 24 hodin Le Mans 2012. Do vozu LMP1 Hybrid Prototype usedli spolu s ním Nicolas Lapierre a Kazuki Nakadžima.

## Bezpečnost na silnicích
Wurz se podílel na několika projektech v rámci bezpečnosti na silnicích a na trati, zároveň pomáhal s výukou a tréninkem jezdců. Společně se svým otcem založili společnost Test and Training International, zabývající se právě bezpečností a jezdeckým tréninkem a také spoluprací s FIA.

## Medical car
Při Grand Prix Singapuru 2008 Wurz řídil medical car, když onemocněl jeho stálý řidič Jacques Tropenat.

## Týmový management
Wurz podal přihlášku se svým vlastním týmem do Formule 1 (oznámena 31. května 2009), nakonec ale neuspěl. Stáj s názvem Team Superfund se ucházela o vstup do Formule 1 od sezóny 2010. Počítalo se s tím, že Wurz by preferoval spojení týmu s některým již zavedeným konstruktérem nejspíše ve Velké Británii a nejspíše by si pronajal prostory a zaměstnance. Superfund by mezitím vybudoval své vlastní zázemí, nejspíše založené na již existujícím místě v Rakousku. Tým měl být financován Christianem Bahou, majitelem společnosti Superfund Group a vozy měly být poháněny motory Cosworth.

## Osobní život
Wurzova žena se jmenuje Julie a mají celkem 3 syny, Charlieho, Felixe a Oscara. Zajímavostí také je, že Alexander závodil vždy s každou botou jiné barvy, ale když se vrátil k závodění v roce 2007, nosil už stejně barevný pár.

## Statistiky ve Formuli 1
| Aktivní roky                     | 1997–2000, 2005, 2007  |
| Starty                           | 69                     |
| Vítězství                        | 0                      |
| 2. místa                         | 0                      |
| 3. místa                         | 3                      |
| 4. místa                         | 6                      |
| 5. místa                         | 3                      |
| 6. místa                         | 1                      |
| Průměrné umístění                | 8.48                   |
| Odstoupení                       | 21                     |
| DSQ                              | 0                      |
| DNS                              | 0                      |
| DNQ                              | 0                      |
| Pole position                    | 0                      |
| Průměrné u. v kvalifikaci        | 12.26                  |
| Nejrychlejší kola                | 1                      |
| Průměrné u. za nejrychlejší kolo | 11.40                  |
| Závodů v čele                    | 0                      |
| Kol v čele                       | 0                      |
| Km v čele                        | 0 km                   |
| Debut                            | Grand Prix Kanady 1997 |
| První vítězství                  | -                      |
| Poslední závod                   | Grand Prix Číny 2007   |
| Body                             | 45                     |

## Kompletní výsledky ve Formuli 1
| Legenda k tabulce | Legenda k tabulce                                                                       |
| Barva             | Výsledek                                                                                |
| ----------------- | --------------------------------------------------------------------------------------- |
| Zlatá             | Vítěz                                                                                   |
| Stříbrná          | 2. místo                                                                                |
| Bronzová          | 3. místo                                                                                |
| Zelená            | Bodované umístění                                                                       |
| Modrá             | Nebodované umístění                                                                     |
| Modrá             | Dokončil neklasifikován (NC)                                                            |
| Fialová           | Odstoupil (Ret)                                                                         |
| Červená           | Nekvalifikoval se (DNQ)                                                                 |
| Červená           | Nepředkvalifikoval se (DNPQ)                                                            |
| Černá             | Diskvalifikován (DSQ)                                                                   |
| Bílá              | Nestartoval (DNS)                                                                       |
| Bílá              | Závod zrušen (C)                                                                        |
| Světle modrá      | Pouze trénoval (PO)                                                                     |
| Světle modrá      | Páteční testovací jezdec (TD)                                                           |
| Bez barvy         | Netrénoval (DNP)                                                                        |
| Bez barvy         | Vyřazen (EX)                                                                            |
| Bez barvy         | Nepřijel (DNA)                                                                          |
| Bez barvy         | Odvolal účast (WD)                                                                      |
| Bez barvy         | Nezúčastnil se (prázdné)                                                                |
| Označení          | Význam                                                                                  |
| Tučnost           | Pole position                                                                           |
| Kurzíva           | Nejrychlejší kolo                                                                       |
| †                 | Jezdec nedojel do cíle, ale byl klasifikován, protože odjel více než 90 % délky závodu. |
| ‡                 | Byl udělován poloviční počet bodů, protože bylo odjeto méně než 75 % délky závodu.      |
| Horní index       | Umístění bodujících jezdců ve sprintu                                                   |

| Rok  | Tým                          | Šasi           | Motor                           | 1       | 2       | 3       | 4       | 5      | 6       | 7       | 8       | 9       | 10     | 11      | 12      | 13      | 14      | 15      | 16      | 17     | 18     | 19  | Body | Umístění  |
| ---- | ---------------------------- | -------------- | ------------------------------- | ------- | ------- | ------- | ------- | ------ | ------- | ------- | ------- | ------- | ------ | ------- | ------- | ------- | ------- | ------- | ------- | ------ | ------ | --- | ---- | --------- |
| 1997 | Mild Seven Benetton Renault  | Benetton B197  | Renault RS9 3.0 V10             | AUS     | BRA     | ARG     | SMR     | MON    | ESP     | CAN Ret | FRA Ret | GBR 3   | GER    | HUN     | BEL     | ITA     | AUT     | LUX     | JPN     | EUR    |        |     | 4    | 14. místo |
| 1998 | Mild Seven Benetton Playlife | Benetton B198  | Playlife GC37-01 3.0 V10        | AUS 7   | BRA 4   | ARG 4   | SMR Ret | ESP 4  | MON Ret | CAN 4   | FRA 5   | GBR 4   | AUT 9  | GER 11  | HUN 16† | BEL Ret | ITA Ret | LUX 7   | JPN 9   |        |        |     | 17   | 8. místo  |
| 1999 | Mild Seven Benetton Playlife | Benetton B199  | Playlife FB01 3.0 V10           | AUS Ret | BRA 7   | SMR Ret | MON 6   | ESP 10 | CAN Ret | FRA Ret | GBR 10  | AUT 5   | GER 7  | HUN 7   | BEL 14  | ITA Ret | EUR Ret | MAL 8   | JPN 10  |        |        |     | 3    | 13. místo |
| 2000 | Mild Seven Benetton Playlife | Benetton B200  | Playlife FB02 3.0 V10           | AUS 7   | BRA Ret | SMR 9   | GBR 9   | ESP 10 | EUR 12† | MON Ret | CAN 9   | FRA Ret | AUT 10 | GER Ret | HUN 11  | BEL 13  | ITA 5   | USA 10  | JPN Ret | MAL 7  |        |     | 2    | 15. místo |
| 2005 | Team McLaren Mercedes        | McLaren MP4-20 | Mercedes FO 110R 3.0 V10        | AUS     | MAL     | BHR TD  | SMR 3   | ESP    | MON TD  | EUR TD  | CAN     | USA     | FRA    | GBR     | GER TD  |         |         |         |         |        |        |     | 6    | 17. místo |
| 2005 | West McLaren Mercedes        | McLaren MP4-20 | Mercedes FO 110R 3.0 V10        |         |         |         |         |        |         |         |         |         |        |         |         | HUN TD  | TUR     | ITA     | BEL TD  | BRA TD | JPN    | CHN | 6    | 17. místo |
| 2006 | WilliamsF1 Team              | Williams FW28  | Cosworth CA2006 2.4 V8 4 Series | BHR TD  | MAL TD  | AUS TD  | SMR TD  | EUR TD | ESP TD  | MON TD  | GBR TD  | CAN TD  | USA TD | FRA TD  | GER TD  | HUN TD  | TUR TD  | ITA TD  | CHN TD  | JPN TD | BRA TD |     | –    | –         |
| 2007 | AT&T Williams                | Williams FW29  | Toyota RVX-07 2.4 V8            | AUS Ret | MAL 9   | BHR 11  | ESP Ret | MON 7  | CAN 3   | USA 10  | FRA 14  | GBR 13  | EUR 4  | HUN 14  | TUR 11  | ITA 13  | BEL Ret | JPN Ret | CHN 12  | BRA    |        |     | 13   | 11. místo |

## Sportovní vozy

### Výsledky 24 hodin Le Mans
| Rok  | Třída | Č. | Pneu | Tým                 | Vůz                 | Motor                               | Spolujezdci                       | Kola | Pozice   | Třída poz. |
| ---- | ----- | -- | ---- | ------------------- | ------------------- | ----------------------------------- | --------------------------------- | ---- | -------- | ---------- |
| 1996 | LMP1  | 7  | G    | Joest Racing        | TWR Porsche WSC-95  | Porsche Type-935 3.0L Turbo Flat-6  | Davy Jones Manuel Reuter          | 354  | 1. místo | 1. místo   |
| 2008 | LMP1  | 8  | M    | Team Peugeot Total  | Peugeot 908 HDi FAP | Peugeot HDi 5.5L Turbo V12 (Diesel) | Stéphane Sarrazin Pedro Lamy      | 368  | 5. místo | 5. místo   |
| 2009 | LMP1  | 9  | M    | Team Peugeot Total  | Peugeot 908 HDi FAP | Peugeot HDi 5.5L Turbo V12 (Diesel) | David Brabham Marc Gené           | 382  | 1. místo | 1. místo   |
| 2010 | LMP1  | 1  | M    | Team Peugeot Total  | Peugeot 908 HDi FAP | Peugeot HDi 5.5L Turbo V12 (Diesel) | Marc Gené Anthony Davidson        | 360  | DNF      | DNF        |
| 2011 | LMP1  | 7  | M    | Peugeot Sport Total | Peugeot 908         | Peugeot HDi 3.7L Turbo V8 (Diesel)  | Anthony Davidson Marc Gené        | 351  | 4. místo | 4. místo   |
| 2012 | LMP1  | 7  | M    | Toyota Racing       | Toyota TS030 Hybrid | Toyota 3.4L Hybrid V8               | Nicolas Lapierre Kazuki Nakadžima | 134  | DNF      | DNF        |

### Americká Le Mans Series
| Rok  | Tým                 | Třída | Šasi        | Motor                               | Pneu | 1                | 2   | 3   | 4   | 5   | 6   | 7   | 8   | 9                | Umístění | Body |
| ---- | ------------------- | ----- | ----------- | ----------------------------------- | ---- | ---------------- | --- | --- | --- | --- | --- | --- | --- | ---------------- | -------- | ---- |
| 2011 | Peugeot Sport Total | LMP1  | Peugeot 908 | Peugeot HDI 3.7 L Turbo V8 (Diesel) | M    | SEB1 cel:8 tří:8 | LNB | LIM | MOS | MID | AME | BAL | MON | PET1 cel:1 tří:1 | NC       | N/A  |

1 Jezdec závodil v šampionátu Intercontinental Le Mans Cup, nezískal tak žádné body do American Le Mans Series.

### Le Mans Series
| Rok  | Tým                 | Třída | Šasi                | Motor                                | Pneu | 1   | 2                | 3   | 4   | 5   | Umístění  | Body |
| ---- | ------------------- | ----- | ------------------- | ------------------------------------ | ---- | --- | ---------------- | --- | --- | --- | --------- | ---- |
| 2010 | Team Peugeot Total  | LMP1  | Peugeot 908 HDi FAP | Peugeot HDI 5.5 L Turbo V12 (Diesel) | M    | CAS | SPA cel:4 tří:4  | ALG | HUN | SIL | 31. místo | 11   |
| 2011 | Peugeot Sport Total | LMP1  | Peugeot 908         | Peugeot HDI 3.7 L Turbo V8 (Diesel)  | M    | CAS | SPA1 cel:1 tří:1 | IMO | SIL | EST | NC        | N/A  |

1 Jezdec závodil v šampionátu Intercontinental Le Mans Cup, nezískal žádné body do Le Mans Series.

### Intercontinental Le Mans Cup
| Rok  | Tým                 | Třída | Šasi        | Motor                               | Pneu | 1               | 2               | 3               | 4   | 5   | 6               | 7   |
| ---- | ------------------- | ----- | ----------- | ----------------------------------- | ---- | --------------- | --------------- | --------------- | --- | --- | --------------- | --- |
| 2011 | Peugeot Sport Total | LMP1  | Peugeot 908 | Peugeot HDI 3.7 L Turbo V8 (Diesel) | M    | SEB cel:8 tří:8 | SPA cel:1 tří:1 | LEM cel:4 tří:4 | IMO | SIL | PET cel:1 tří:1 | ZHU |

## Juniorské formule
| Rok  | Název série       | Tým                  | Pořadí    | Body | Závody | Vítězství | Pole Position | Podium |
| ---- | ----------------- | -------------------- | --------- | ---- | ------ | --------- | ------------- | ------ |
| 1992 | F Ford 1600 (GER) | ?                    | 1. místo  | ?    | ?      | ?         | ?             | ?      |
| 1993 | F3 (AUT)          | ?                    | 1. místo  | ?    | ?      | ?         | ?             | ?      |
|      | F3 (GER)          | RSM Marko            | 13. místo | 27   | 16     | 0         | 0             | 0      |
| 1994 | F3 (GER)          | G+M Escom Motorsport | 2. místo  | 219  | 19     | 3         | 1             | 12     |
| 1995 | F3 (GER)          | G+M Escom Motorsport | 6. místo  | 15   | 74     | 0         | 0             | 3      |
|      | F3 (GBR)          | G+M Escom Motorsport | 21. místo | 4    | ?      | ?         | ?             | ?      |